# احترت أعبر (ألبوم)
احترت أعبر هو ألبوم للفنان الإماراتي حسين الجسمي، تم إصداره عام 2007.

## قائمة الأغاني
- ابن ادم غريب  - 3:56
- احترت اعبر - 7:37
- بحبك وحشتيني  - 3:38
- حبي الكبير  - 5:12
- رحله قطار  - 5:43
- شلني شلات  - 5:26
- شوفي شموخي  - 7:45
- شي غريب  - 4:19
- قطر الندا  - 8:18
- مادريت  - 6:22
- هب م الشرق نسناس  - 3:27
- ياخوي  - 4:09
- ياذا النجوم  - 7:54
- ياسنين عمري  - 4:28